# R-Klasse (1916)
Die R-Klasse war eine Zerstörerklasse der Royal Navy im Ersten Weltkrieg. Die bestellten 62 Schiffe wurden zwischen August 1916 und November 1917 in Dienst gestellt. Nur vierzehn Zerstörer erhielten einen mit R beginnenden Namen, je zwanzig Namen begannen mit S bzw. T und acht mit U. Diese Zerstörer waren eine Weiterentwicklung der Admiralty M-Klasse insbesondere im Antriebsbereich hinsichtlich einer ökonomischeren Treibstoffnutzung: Die R-Zerstörer erhielten erstmals im Serienbau mittels Rädergetriebe untersetzte Turbinen, sogenannte Getriebeturbinen, und deshalb auch nur zwei Wellen. Sie unterschied sich von den Vorgängern durch das erhöht aufgestellte Heckgeschütz.
Die Admiralty bestellte im Mai 1915 zwei Prototypen. Schon im Juli 1915 wurde eine Serie von siebzehn Zerstörer nach dem Admiralitätsentwurf bei acht Werften bestellt. Dazu gingen Aufträge für vier weitere Zerstörer an Yarrow und drei weitere an Thornycroft, die von diesen beiden Werften nach ähnlichen eigenen Entwürfen als sogenannte „specials“ fertiggestellt wurden. Schon im Dezember 1915 erfolgten Aufträge für acht weitere Zerstörer nach dem Admiralitätsentwurf und zwei weitere „specials“ bei Thornycroft. Im 8. Kriegsbauprogramm im März 1916 waren erneut zwölf Standardzerstörer, elf Boote nach einem verbesserten Admiralitätsentwurf und drei weitere „specials“ von Yarrows enthalten. Zu diesem Zeitpunkt war von den zuvor erteilten Aufträgen noch kein Zerstörer der R-Klasse vom Stapel gelaufen.
Die R-Klasse war die letzte britische Zerstörer-Klasse mit drei Schornsteine bis auf die sieben Yarrow-„specials“ und die elf Zerstörer der letzten Bestellung nach dem Admiralty Modified „R“-Entwurf, die nur zwei Schornsteine hatten.

## Die Prototypen
Die beiden Prototypen wurden im Mai 1915 als Teil des 5th War Programme durch die britische Admiralität bestellt. Der Auftrag an Swan Hunter für zwei Zerstörer der Admiralty M-Klasse wurde im Mai ergänzt, dass die Neubauten als Prototypen einer neuen Klasse dienen sollten, die mit zwei Sätzen Getriebe-Turbinen der Bauart Brown-Curtis ausgerüstet werden sollten.
Die Schiffe hatten eine Rumpflänge zwischen den Loten von 265 ft pp. (80,77 m), eine Rumpfbreite von bis zu 26 ft 7 in (8,10 m) und einen normalen Tiefgang von 9 ft 8 in (2,95 m). Die Verdrängung der Zerstörer betrug 975 long tons bei normaler Zuladung und 1155 long tons bei voller Zuladung. Die von drei Yarrow-Kesseln mit Dampf versorgten beiden Brown-Curtis-Getriebe-Turbinensätze hatten eine Höchstleistung von 27.000 PS und trieben zwei Propeller an. Sie ermöglichten den Zerstörern eine Konstruktionsgeschwindigkeit von 36 Knoten, die damit schneller als ihre Vorgänger der M-Klasse waren. Wie diese hatten die neuen Schiffe drei Schornsteine. Der Treibstoffvorrat von 296 long tons Öl, sollte den Schiffen eine Reichweite von 3.450 Seemeilen (sm) bei 15 Knoten (kn) Marschgeschwindigkeit geben.
Die Bewaffnung der Zerstörer bestand aus drei 4-in-102-mm-Mk.IV-Schnellfeuergeschützen auf der Mittellinie der Schiffe (ein Geschütz auf dem Vorschiff, eines zwischen dem zweiten und dem dritten Schornstein und eines achtern auf einer erhöhten Plattform). Dazu kam eine einzelne 2-pounder-(40-mm)-„pom-pom“-Flak sowie eine Torpedobewaffnung von zwei Zwillingssätzen für 21-in-(533-mm)-Torpedos. Die Besatzung der Schiffe sollte 82 Mann betragen.
- HMS Radstock, gebaut von Swan Hunter & Wigham Richardson, Wallsend on Tyne, BauN°1005; vom Stapel am 3. Juni 1916; als dritter Zerstörer der Klasse am 20. September 1916 in Dienst; zum Abbruch verkauft am 29. April 1927.
- HMS Raider, wie vor, BauN°1007; vom Stapel am 17. Juli 1916; zum Abbruch verkauft wie vor

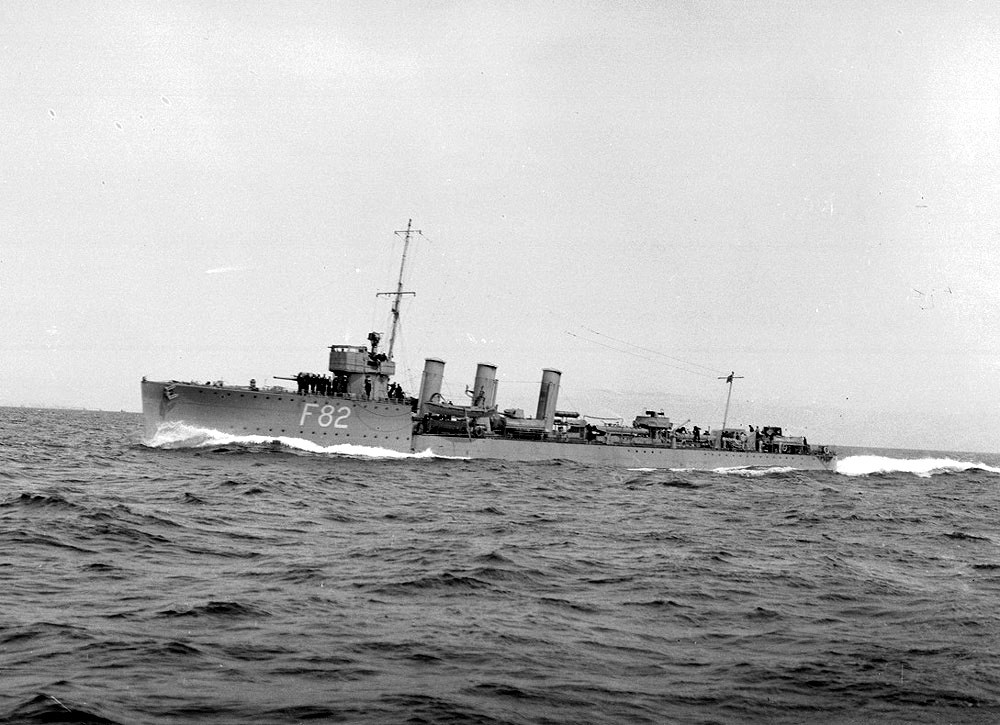
Die Thisbe von Hawthorn Leslie

## Die Admiralty-R-Klasse
Schon im Juli 1915 erfolgte im Rahmen des 6th War Programme die Bestellung von siebzehn Booten nach dem Admiralitäts-Entwurf. Daneben wurden vier specials bei Yarrow und drei bei Thornycroft geordert.
Für Boote nach dem Admiralitäts-Entwurf erhielten John Brown & Co in Clydebank vier, William Denny in Dumbarton drei und William Doxford in Sunderland, Harland and Wolff in Govan, Alexander Stephen in Linthouse sowie J. Samuel White in Cowes je zwei Aufträge. Je einen Auftrag erhielten R. & W. Hawthorn, Leslie & Co. in Hebburn on Tyne und Swan Hunter.
Im folgenden „7th War“-Programme wurden im Dezember 1915 neben zwei Thornycroft specials auch acht Boote nach dem Admiralitäts-Entwurf bestellt. Je zwei Boote entstanden bei John Brown, Harland & Wolff, Hawthorn Leslie sowie bei Beardmore in Dalmuir.
Im „8th War“-Programm waren zuletzt Zerstörer der R-Klasse enthalten. Neben drei specials von Yarrow wurden im März 1916 auch 23 Boote nach dem Admiralitäts-Entwurf bestellt, von denen aber nur zwölf den bisherigen Bauten entsprachen. Je zwei bauten John Brown, Harland and Wolff, Hawthorn Leslie, Stephen und Swan Hunter. Dazu lieferten Beardmore und Fairfield in Govan je einen Zerstörer.
In den Bauten von Doxford, Hawthorn und den beiden ersten Booten von Beardmore wurden Parson-Turbinen verbaut. Die White-Boote erhielten abweichend Kessel der Bauart White-Foster.
- HMS Romola, gebaut von John Brown, Clydebank, BauN°449; vom Stapel am 14. Mai 1916; als erster Zerstörer der Klasse am 17. August 1916 in Dienst; zum Abbruch verkauft im März 1930.
- HMS Skate, wie vor, BauN°481; vom Stapel am 11. Januar 1917; zum Abbruch verkauft im März 1947, letzter Zerstörer der Klasse im Dienst der Royal Navy ab 1938, ältester Zerstörer der Navy im Zweiten Weltkrieg.

## Modified Admiralty R-Klasse

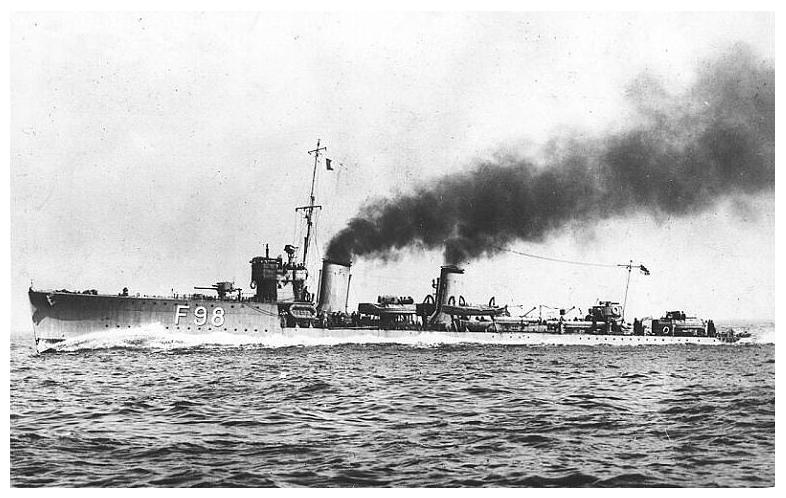
Die Tower von Swan Hunter

Die weiteren elf Boote des Auftrags vom März 1916 wurden nach einem etwas abgewandelten Entwurf der Admiralität gebaut. Abweichend von den anderen Booten hatten diese nur zwei Schornsteine fast gleicher Größe, ein erheblich längeres Vorschiff und das Brückenhaus nicht auf ihm, sondern unmittelbar dahinter. Ihm folgten Mast und vorderer Schornstein relativ dicht. Das mittlere Geschütz stand auf einer Plattform zwischen den Schornsteinen.
Seitlich des hinteren Schornsteins waren die Davits für die Beiboote. Bei gleicher Rumpflänge hatten die modifizierten Boote eine etwas größere Breite und der normale Tiefgang betrug 11 ft; die Verdrängung erhöhte sich auf 1085 ts.
Je zwei Boote dieser Variante entstanden bei Doxford, White sowie erstmals bei Palmers in Jarrow und Scotts in Greenock; je ein Boot fertigten Beardmore, Fairfield und Swan Hunter.
- Das erste Boot dieser Variante lieferte White mit der HMS Trenchant schon am 30. April 1917 ab.
- HMS Ulster, gebaut bei Beardmore mit der BauN° 560, wurde am 1. November 1917 als letzter Neubau der R-Klasse abgeliefert.
1916 beschaffte die Royal Navy neben den letzten Booten der R-Klasse auch die Flottillenführer der V-Klasse, aus denen dann die noch 1916 bestellten Zerstörer der V- und W-Klasse entwickelt wurden. Erst 1917 wurden dann nochmals kleinere Zerstörer bestellt. Diese wurden anfangs als Modified Trenchant class, später als S-Klasse, bezeichnet und waren eine Weiterentwicklung der Modified Admiralty R-class.

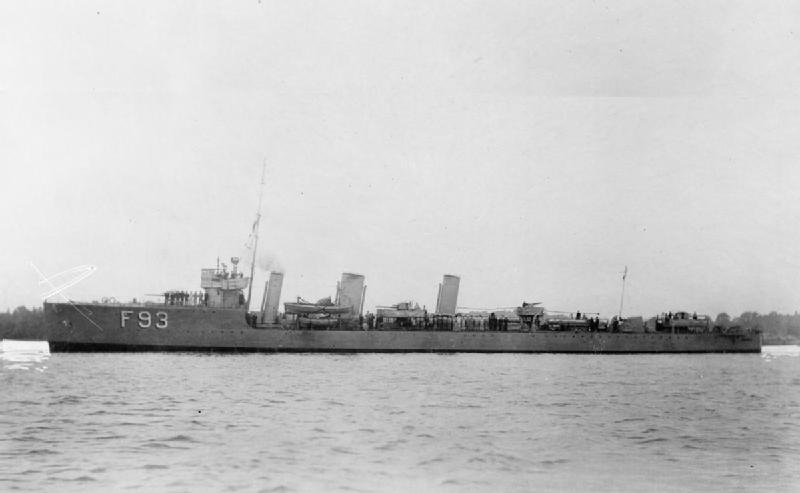
Die Teazer

## Thornycroft R-Klasse

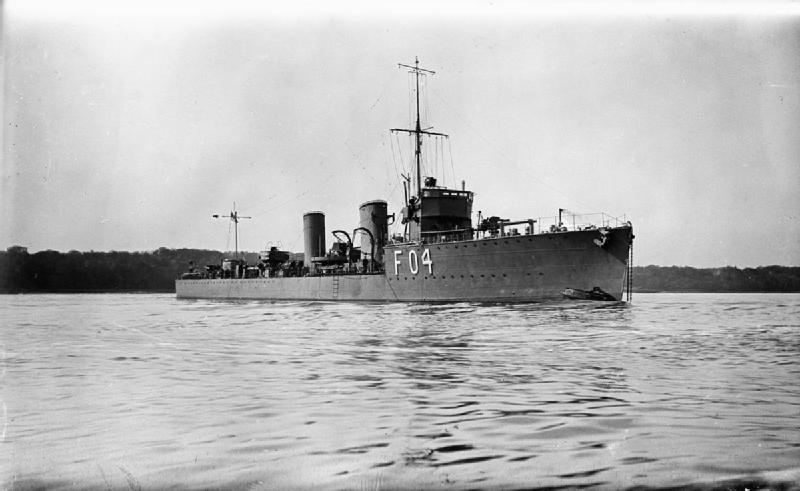
Die Nerissa, ein Yarrow-M-special

Wie bereits erwähnt erhielt die Werft John I. Thornycroft & Company in Woolston im Juli und Dezember 1915 Bauaufträge für drei bzw. zwei Boote, die zwischen Dezember 1916 und Juli 1017 fertiggestellt wurden. Die Thornycroft-Boote übertrafen bei ihren Testfahrten alle die geforderte Höchstgeschwindigkeit von 36 kn; Teazer, das zuletzt gebaute Boot, erreichte sogar 40,22 kn.
Radiant, das bei Thornycroft zwischen Dezember 1915 und Februar 1917 zuerst fertiggestellte Boot, hatte die längste Karriere aller Zerstörer der R-Klasse. Die Bauwerft kaufte den Zerstörer am 21. Juni 1920 für einen Export zurück. Im September 1920 wurde er nach Thailand verkauft, wo es den Namen Phra Ruang erhielt und mit Unterbrechungen bis 1957 im Dienst blieb.

## Yarrow R-Klasse (auchYarrow „Later M“ Class)
Yarrow Shipbuilders in Scotstoun bauten sieben Boote nach Aufträgen vom Juli 1915 bzw. März 1916 als specials, die zwischen September 1916 und September 1917 fertiggestellt wurden. Diese Zerstörer hatten zwei Schornsteine. Da die sieben Boote keine Getriebeturbinen erhielten und auch nicht das Heckgeschütz auf einer besonderen Plattform aufgestellt wurde, werden dies Zerstörer auch als Yarrow „Later M“ Class bezeichnet.
Sie wurden zeitgleich mit den Zerstörern der R-Klasse bestellt, ihnen fehlten jedoch die vorgenannten typischen Merkmale der R-Klasse.
Die Boote verdrängten 897 bis 923 tons, hatten eine Länge von 269 ft 6 in (82,14 m) pp. bzw. 271 ft 6 in (82,75 m) über alles, eine Breite von 25 ft 9 in (7,84 m) und einen Tiefgang von 8 ft 6 in bis 10 ft 6 in (2,6–3,2 m). Der Treibstoffvorrat der Boote betrug 200 bis maximal 256 tons.

## Kriegsverluste
Am 23. Januar 1917 ging mit der Simoom der erste Zerstörer der R-Klasse verloren. Das deutsche Torpedoboot S 50 traf die Simoom vor der Maasmündung mit Artillerie und einem Torpedo. Das Wrack wurde nach der Abbergung der Überlebenden vom Flottillenführer Nimrod versenkt. Ebenfalls durch deutsche Überwasserstreitkräfte ging am 17. Oktober 1917 die bei Yarrows gebaute Strongbow im Seegefecht bei den Shetland-Inseln verloren. Von deutschen U-Booten in der Nordsee versenkt wurden Recruit am 9. August 1917 und Ulleswater 15. August 1918. In der Nacht zum 23. Dezember 1917 gerieten Surprise, Tornado und Torremt, als sie einen Konvoi aus den Niederlanden erwarteten, in ein Minenfeld und sanken mit großen Personalverlusten.
Durch Kollisionen sanken am 17. Mai 1917 Setter vor Harwich und Ulysses am 29. Oktober 1918 auf dem Clyde.

## Die Boote der R-Klasse
| Los | Name         | Bauwerft        | BauN° | Kiellegung | Stapellauf | in Dienst | Typ         | Schicksal |
| --- | ------------ | --------------- | ----- | ---------- | ---------- | --------- | ----------- | --- |
| PT  | Radstock     | Swan Hunter     | 1005  | 6.09.15    | 3.07.16    | 20.09.16  |             | im April 1927 zum Abbruch verkauft |
| PT  | Raider       | Swan Hunter     | 1007  | 25.10.15   | 17.07.16   | 1.11.16   |             | im April 1927 zum Abbruch verkauft |
| 6.E | Sorceress    | Swan Hunter     | 1013  | 13.11.15   | 29.08.16   | 14.12.16  |             | im April 1927 zum Abbruch verkauft |
| 8.E | Torrent      | Swan Hunter     | 1023  | 16.05.15   | 26.11.16   | 27.02.16  |             | am 23. Dezember 1917 nach Minentreffer gesunken |
| 8.E | Torrid       | Swan Hunter     | 1025  | 19.07.15   | 10.02.17   | 27.02.16  |             | im Januar 1937 zum Abbruch verkauft |
| 8.E | Tower        | Swan Hunter     | 1027  | 8.09.16    | 5.04.17    | 11.08.17  | mod. R-Type | im Mai 1928 zum Abbruch verkauft |
| 6.E | Romola       | John Brown      | 449   | 25.08.15   | 14.05.16   | 17.08.16  |             | im März 1930 zum Abbruch verkauft |
| 6.E | Rowena       | John Brown      | 450   | 25.08.15   | 1.07.16    | 29.09.16  |             | im Januar 1937 zum Abbruch verkauft |
| 6.E | Restless     | John Brown      | 451   | 22.09.15   | 12.08.16   | 21.10.16  |             | im November 1936 zum Abbruch verkauft |
| 6.E | Rigorous     | John Brown      | 452   | 22.09.15   | 30.09.16   | 27.11.16  |             | im November 1926 zum Abbruch verkauft |
| 7.E | Simoom       | John Brown      | 455   | 23.05.16   | 30.10.16   | 22.12.16  |             | am 23. Januar 1917 versenkt: 47 Tote |
| 7.E | Skate        | John Brown      | 461   | 12.01.16   | 11.01.17   | 19.02.17  |             | im März 1947 zum Abbruch verkauft |
| 8.E | Tarpon       | John Brown      | 457   | 12.04.16   | 10.03.17   | 26.04.17  | Minenleger  | im August 1927 zum Abbruch verkauft |
| 8.E | Telemachus   | John Brown      | 458   | 12.04.16   | 21.04.17   | 16.06.17  | Minenleger  | im Juli 1927 zum Abbruch verkauft |
| 6.E | Sarpedon     | Hawthorn Leslie | 483   | 27.09.15   | 1.06.16    | 2.09.16   |             | im Juli 1921 zum Abbruch verkauft |
| 7.E | Starfish     | Hawthorn Leslie | 484   | 26.01.16   | 27.09.16   | 16.12.16  |             | im April 1928 zum Abbruch verkauft |
| 7.E | Stork        | Hawthorn Leslie | 485   | 10.04.16   | 25.11.16   | 1.02.17   |             | im Oktober 1927 zum Abbruch verkauft |
| 8.E | Thruster     | Hawthorn Leslie | 491   | 2.06.16    | 10.01.17   | 30.03.17  |             | im März 1937 zum Abbruch verkauft |
| 8.E | Thisbe       | Hawthorn Leslie | 492   | 13.06.16   | 8.03.17    | 6.06.17   |             | im August 1936 zum Abbruch verkauft |
| 6.E | Rocket       | Denny           | 1055  | 28.09.15   | 2.07.16    | 7.10.16   |             | im Dezember 1926 zum Abbruch verkauft |
| 6.E | Rob Roy      | Denny           | 1056  | 15.10.15   | 29.08.16   | 15.12.16  |             | im Juli 1926 zum Abbruch verkauft |
| 6.E | Redgauntlety | Denny           | 1056  | 30.09.15   | 23.11.16   | 7.02.17   |             | im Juli 1927 zum Abbruch verkauft |
| 6.E | Sable        | White           |       | 20.12.15   | 18.06.16   | 30.11.16  |             | im August 1927 zum Abbruch verkauft |
| 6.E | Setter       | White           |       | 16         | 18.08.16   | 16        |             | am 17.Mai 1917 nach Kollision mit HMS Sylph gesunken |
| 8.E | Trenchant    | White           |       | 17.07.16   | 23.12.16   | 30.04.17  | mod. R-Type | im November 1928 zum Abbruch verkauft |
| 8.E | Tristram     | White           |       | 23.09.16   | 24.02.17   | 30.06.17  | mod. R-Type | im Mai 1921 zum Abbruch verkauft\|- |
| 6.E | Salmon       | Harland & Wolff | 494G  | 27.08.15   | 7.10.16    | 20.12.16  |             | Dezember 1933 umbenannt in Sable, im Januar 1937 zum Abbruch verkauft, 1939 noch vorhanden, nach dem Kriegsausbruch reaktiviert und zum Umbau als Magnet-Minensuchboot vorgesehen, nicht vollendet und anschließend abgewrackt |
| 6.E | Sylph        | Harland & Wolff | 495G  | 30.08.15   | 15.11.16   | 10.02.17  |             | im Dezember 1926 zum Abbruch verkauft |
| 7.E | Skilful      | Harland & Wolff | 496G  | 20.01.16   | 3.02.17    | 26.03.17  |             | im Juli 1926 zum Abbruch verkauft |
| 7.E | Springbok    | Harland & Wolff | 497G  | 27.01.16   | 9.03.17    | 30.04.17  |             | im Dezember 1926 zum Abbruch verkauft |
| 8.E | Tetrarch     | Harland & Wolff | 499G  | 26.07.16   | 20.04.17   | 2.06.17   |             | im Juli 1934 zum Abbruch verkauft |
| 8.E | Tenacious    | Harland & Wolff | 498G  | 25.07.16   | 21.05.17   | 12.08.17  |             | im Juni 1928 zum Abbruch verkauft |
| 7.E | Satyr        | Beardmore       | 549   | 15.04.16   | 27.12.16   | 2.02.17   |             | im April 1927 zum Abbruch verkauft |
| 7.E | Sharpshooter | Beardmore       | 550   | 23.05.16   | 27.02.17   | 2.04.17   |             | im April 1927 zum Abbruch verkauft |
| 8.E | Tancred      | Beardmore       | 556   | 6.07.16    | 30.06.17   | 1.09.17   |             | im Mai 1928 zum Abbruch verkauft |
| 8.E | Ulster       | Beardmore       | 560   | 19.09.16   | 10.10.17   | 21.11.17  | mod. R-Type | im April 1928 zum Abbruch verkauft |
| 6.E | Sturgeon     | Stephen         | 477   | 10.11.15   | 11.01.17   | 26.02.17  |             | im Dezember 1926 zum Abbruch verkauft |
| 6.E | Sceptre      | Stephen         | 478   | 10.11.15   | 18.04.17   | 26.05.17  |             | im Dezember 1926 zum Abbruch verkauft |
| 8.E | Tormentor    | Stephen         | 479   | 15.04.16   | 27.12.16   | 2.02.17   |             | im April 1927 zum Abbruch verkauft |
| 8.E | Tornado      | Stephen         | 480   | 1.05.16    | 4.08.17    | 2.11.17   |             | in der Nacht zum 23. Dezember 1917 nach Minentreffern gesunken |
| 6.E | Redoubt      | Doxford         | 508   |            | 28.10.16   | 3.17      |             | im Juli 1926 zum Abbruch verkauft |
| 6.E | Recruit      | Doxford         | 509   |            | 9.12.16    | 4.17      |             | am 9. August 1917 nach Torpedotreffer gesunken |
| 8.E | Ulysses      | Doxford         | 510   | 16         | 24.03.17   | 6.17      | mod. R-Type | am 29. Oktober 1918 nach Kollision im Clyde gesunken |
| 8.E | Umpire       | Doxford         | 512   |            | 9.06.17    | 6.17      | mod. R-Type | im Januar 1930 zum Abbruch verkauft |
| 8.E | Tempest      | Fairfield       | 524   | 24.06.16   | 26.01.17   | 20.03.17  |             | im Januar 1937 zum Abbruch verkauft |
| 8.E | Undine       | Fairfield       | 525   | 5.08.16    | 22.03.17   | 26.05.17  | mod. R-Type | im April 1928 zum Abbruch verkauft |
| 8.E | Tirade       | Scotts          | 478   | 1.05.16    | 21.04.17   | 30.06.17  | mod. R-Type | im November 1921 zum Abbruch verkauft |
| 8.E | Ursula       | Scotts          | 480   | 22.09.16   | 2.08.17    | 9.17      | mod. R-Type | im November 1929 zum Abbruch verkauft |
| 8.E | Urchin       | Palmer          | 871   | 9.16       | 7.06.17    | 19.08.17  | mod. R-Type | im Januar 1930 zum Abbruch verkauft |
| 8.E | Ursa         | Palmer          | 872   | 10.16      | 23.07.17   | 16.10.17  | mod. R-Type | im Juli 1926 zum Abbruch verkauft |
| 6.E | Rosalind     | Thornycroft     | 850   | 10.15      | 14.10.16   | 12.16     | Th.-special | im Juli 1926 zum Abbruch verkauft |
| 6.E | Radiant      | Thornycroft     | 851   | 12.15      | 25.11.16   | 2.17      | Th.-special | 21.06.20 Rückkauf, September 1920 an Thailand Phra Ruang |
| 6.E | Retriever    | Thornycroft     | 852   | 1.16       | 15.01.17   | 3.17      | Th.-special | im Februar 1930 zum Abbruch verkauft |
| 7.E | Taurus       | Thornycroft     | 871   | 3.16       | 10.03.17   | 5.17      | Th.-special | im Februar 1930 zum Abbruch verkauft |
| 7.E | Teazer       | Thornycroft     | 872   | 3.16       | 21.04.17   | 7.17      | Th.-special | im Februar 1931 zum Abbruch verkauft |
| 6.E | Sabrina      | Yarrow          | 1393  | 11.15      | 24.07.16   | 9.16      | Yar-special | im November 1926 zum Abbruch verkauft |
| 6.E | Strongbow    | Yarrow          | 1394  | 11.15      | 30.09.16   | 11.16     | Yar-special | am 17. Oktober 1917 durch SMS Bremse vor den Shetlands versenkt |
| 6.E | Surprise     | Yarrow          | 1395  | 12.15      | 25.11.16   | 2.17      | Yar-special | am 23. Dezember 1917 nach Minentreffer gesunken |
| 6.E | Sybille      | Yarrow          | 1396  | 8.15       | 5.02.17    | 2.17      | Yar-special | im November 1926 zum Abbruch verkauft |
| 8.E | Truculent    | Yarrow          | 1408  | 3.16       | 24.03.17   | 5.17      | Yar-special | April 1927 zum Abbruch verkauft |
| 8.E | Tyrant       | Yarrow          | 1409  | 3.16       | 19.05.17   | 7.17      | Yar-special | April 1938 zum Abbruch verkauft |
| 8.E | Ulleswater   | Yarrow          | 1410  | 7.16       | 4.08.17    | 9.17      | Yar-special | am 15. August 1918 nach Torpedotreffer versenkt |

## Einsätze der Zerstörer

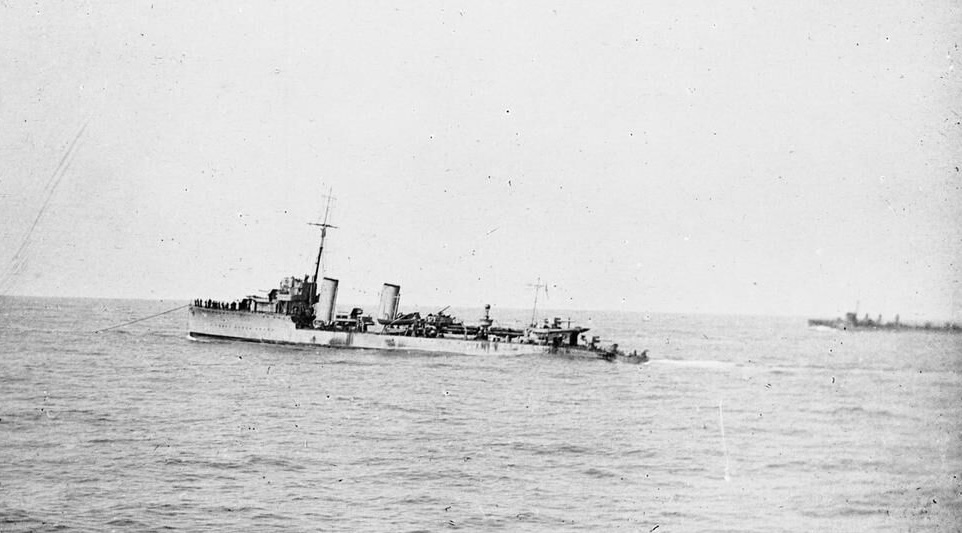
Der Leader Shakespeare nach einem Minentreffer in der Nordsee

Bei dem ersten Zulauf der neuen Boote wurde die 15th Destroyer Flotilla gebildet, die zur Sicherung der Grand Fleet eingesetzt wurde. Bis zum Kriegsende kamen die R-Zerstörer in weiteren Flottillen zum Einsatz. Sie sicherten auch Konvois in und aus den neutralen Staaten Norwegen und den Niederlanden. Die meisten Zerstörer des Typs wurden weiterhin bei der 15th DF (15 von 18) und bei der 10th DF der Harwich Force eingesetzt. Diese Flottille verfügte über 24 Zerstörer der R-Klasse, die vier Flottillenführer Shakespeare, Spenser, Bruce und Montrose sowie acht Minensucher der Hunt-Klasse.
Die 10th Destroyer Flotilla hatte mit Starfish und Simoom im Dezember 1916 ihre ersten Boote der Klasse erhalten. Die Simoom ging allerdings schon nach einem Monat verloren. Von den neun Kriegsverlusten der Klasse traten alle bis auf Strongbow und Ulysses im Dienst der 10th DF ein. Im Juli 1917 verfügte die Flottille erstmals über 24 R-Zerstörer und setzte von diesem Monat bis zur Auflösung im Frühjahr 1919 nur noch diesen Typ ein. Die Boote wurden bei der Auflösung verteilt. 1919 verblieben bei den Flotten nur die 4. und 5. Flottille als Nutzer von Zerstörern der R-Klasse mit zehn bzw. 14 Booten.
Viele Boote wurde auch als Trainings- und Ausbildungsschiffe an verschiedenen Standorten eingesetzt.
1921 wurden die ersten der R-Zerstörer ausgesondert. Die meisten Boote befanden sich 1923 in der Reserve (31 Boote) oder versahen Schul- und Ausbildungsaufgaben. In der Reserve verblieben Ende 1933 noch zwei mit Tetrach und Thisbe; acht weitere Boote waren noch im Dienst. Die U-Boot-Abwehr-Schule in Portland nutzte bis Mitte der 1930er-Jahre über mehrere R-Zerstörer als Schulboote. Als im Zuge der Abessinienkrise Ende 1935 die 19th Destroyer Flotilla zum Schutz des Schiffsverkehrs vor dem Suezkanal und der ägyptischen Küste gebildet wurde, erhielt die neu aufgestellte Flottille neben zwei Flottillenführern der Scott-Klasse und fünf Zerstörern der V- und W-Klasse auch Rowena, Torrid und Thruster von der U-Boot-Abwehr-Schule.

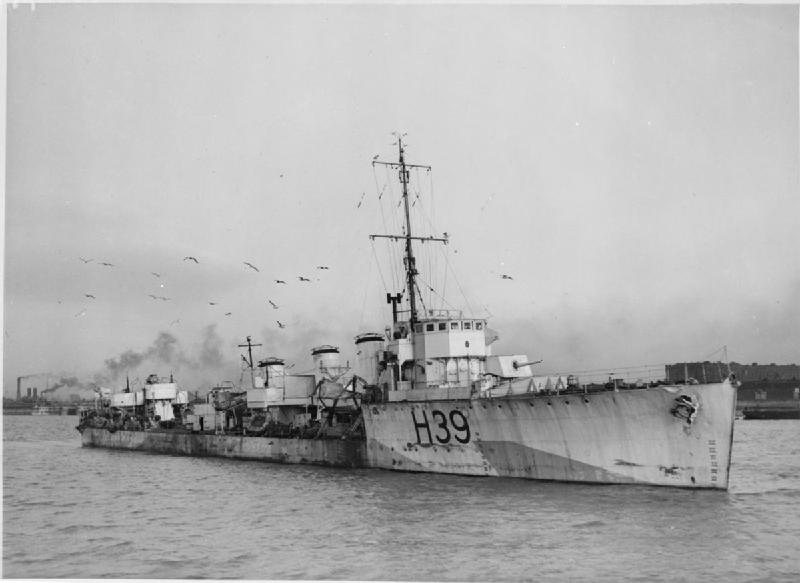
HMS Skate 1942

Der Wunsch der Admiralität, das zum Abbruch vorgesehene ehemals größte Schiff der Welt, die Majestic (ex Bismarck), als Schulschiff zu erhalten und zu nutzen, führte zum Verkauf von 24 älteren Zerstörern an die Abbruchfirma Thos W. Ward als Ausgleich für den Schrottwert der Majestic. Dabei wurden nun auch die verbliebenen Boote der R-Klasse ausgesondert.
Nur die zuletzt als Torpedoschulschiff in Portsmouth eingesetzte 
 blieb erhalten und war der älteste Zerstörer der Royal Navy im Zweiten Weltkrieg. Als letzte britische Einheit der Klasse wurde die Skate 1947 zum Abbruch verkauft.